# HD74196
HD74196 — хімічно пекулярна зоря спектрального класу B7, що має видиму зоряну величину в смузі V приблизно  5,6.
Вона  розташована на відстані близько 472,0 світлових років від Сонця.

## Пекулярний хімічний склад
HD74196 належить до Хімічно пекулярних зір з пониженим вмістом гелію 
й в її  зоряній атмосфері спостерігається нестача He у порівнянні з його вмістом в атмосфері Сонця.